# غلوبيولين مناعي د

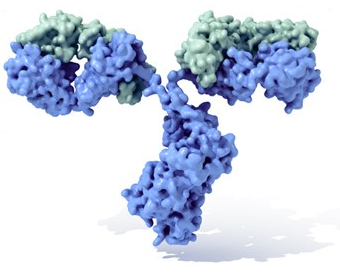

الكريين المناعي د أو الغلوبولين المناعي د (IgD) اكتشف عام 1965. يوجد خاصة على سطح الخلايا البائية. نسبته 1% وتركيزه في المصل 0.03غ/ل ولم يحدّد دوره بصورة دقيقة.